# Michael Westlund
Fredrik Michael Westlund, född 15 maj 1988 i Valbo församling i Gävle kommun är en svensk musikalartist, skådespelare och dansare.

## Biografi
Michael Westlund har erhållit sin utbildning vid Kulturama och Balettakademien i Stockholm. Han har även verkat som koreograf.
Bland Westlunds framträdanden kan nämnas medverkan i produktionen "American Idiot" på Cirkus i Stockholm och "West Side Story" på Svandammshallarna i Uppsala. Inom tv-branschen har han synts i produktioner som "Mordet" på TV3 (2015) och som dansare vid Guldbaggegalan och Idol.
Sedan 2011 har Westlund varit medlem i popgruppen Dildorado, där han har rollen som "Sailor boy." 
Han har spelat en nazistkaraktär vid tre tillfällen, först i Lyriska Sällskapets uppsättning av "Cabaret" år 2013 och därefter i sällskapets senaste produktion av "The Sound of Music".
Under perioden 2016–2017 var han skådespelare på Östgötateatern i den musikaliska komedin "La Cage aux Folles".
Det konstnärliga samarbetet mellan Michael Westlund och sambo Daniel Österhof har fört dem till en nominering som "Årets Duo" på QX-galan 2017. De har särskilt blivit kända som de glada "byggbögarna" i Grönviken.
Den 31 oktober 2018 släppte ”Byggbögarna” som Michael Westlund och sambon Daniel Österhof debutboken Det kan inte mer än rasa – konsten att äga ett lantställe.

## Teater

### Roller (ej komplett)
| År   | Roll  | Produktion                                    | Regi             | Teater              |
| ---- | ----- | --------------------------------------------- | ---------------- | ------------------- |
| 2025 | Ängel | Kinky Boots Harvey Fierstein och Cyndi Lauper | Ronny Danielsson | Uppsala stadsteater |